# 쳉훙 왕국
쳉훙 왕국(태국어: อาณาจักรหอคำเชียงรุ่ง 아나짝 호캄 치앙룽[*] - '치앙룽'은 중부 태국 표준어 발음이다. 르 족의 따이계 언어인 따이르어 발음은 '쳉훙'에 가깝다), 십송빤나(태국어: สิบสองปันนา), 씹썽빤나, 호캄 왕국, 치앙룽 왕국, 혹은 치앙훙 왕국은 현대 중화인민공화국의 시솽반나 다이족 자치주의 징훙 시 지역을 중심으로 하여 존재하였던 따이 족(Tai) 계열 왕조이다. 이 왕조가 가장 강성했던 시기는 13세기로, 당시에는 태국 북부 고원지대의 넓은 땅을 영유하고 있었다. 그러나 나중에 원, 란나 왕국, 버마 제국 등과의 세력 경쟁에서 밀리면서 약화되었다. 처음에는 원, 나중에는 명에 복속되었다가, 버마의 따웅우 왕조 지배 하에 들어가기도 했다. 이후 다시 청의 속국이 되어 외교 문서에서는 청의 일부로 취급되었으나, 사실상 독립된 자치 지역으로서 독립 왕가의 통치가 이어지고 있었다. 중국 본토를 공산당이 장악하고 나서는 본격적인 침공을 받아 현대에는 구 쳉훙 지역이 중화인민공화국의 일부로 편입되어 있다.

## 역사
1180년 파야 쯔앙(태국어: พญาเจื่อง)이 쳉훙(현대 관화로는 징훙, 景洪)의 왕을 칭한 것이 이 왕조의 효시이다. 역사적으로 따이 족 왕조 중에서는 가장 북쪽에 위치해 있었다. 13세기 초반 인믕 왕은 정복 사업을 펼쳐 영토를 넓혀 태국 북부의 고원지대를 잠식하여 북부 지역의 따이 계열 왕조 중에서는 가장 강성해졌는데, 그 영토는 현대의 껭뚱, 디엔비엔푸, 루앙프라방 등에 걸쳐 있었다.
그러나 13세기 중엽 몽골 제국이 대리국을 병탄하자 쳉훙은 몽골과 국경을 맞대게 되었다. 13세기 말에는 원나라에 복속되었는데, 원은 이 지역에 1298년 철리군민총관부(徹里軍民總管府)를 설치하고 쳉훙의 왕을 그 수장인 총관으로 임명하여 간접 통치를 하였다. 나중에는 운남 지방을 둘러싼 몽골계 이소 왕국 중 하나인 양 왕국과 명의 분쟁에 말려들어 1382년에는 명에 복속되었다. 명도 비슷한 방법으로 1384년 차리군민선위사사(車里軍民宣慰使司)를 두고 쳉훙의 왕을 대대로 수장인 선위사(宣慰使)에 임명하여 간접 통치를 하였다.
16세기에는 버마의 따웅우 왕조가 흥기하여 동쪽으로 팽창 정책을 펼쳤다. 이에 란나 왕국, 샨족 계열 군소국들과 더불어 쳉훙 왕국은 따웅우 왕조의 지배 하에 들어갔다. 따웅우 왕국은 쳉훙 지역에 행정 단위 '빤나'를 메콩강 동쪽에 6개, 서쪽에 6개 설치하였는데, 태국어로 '12'라는 뜻의 '십송'과 행정 구역 명칭 '빤나'가 합쳐져 이 지역은 '열두 개의 빤나', 즉 '십송빤나'로 불리게 되었다. 이후 이 지역은 중국과 버마의 공동 속방이 되었다.
나중에 시암에도 조공을 바쳤는데, 시암의 왕 라마 1세는 버마와 중국이 가까운 것을 이유로 쳉훙을 보호할 수 없다고 하였다. 1805년 치앙마이 왕국의 왕 까윌라가 쳉훙(도시)을 공격하였는데, 그때 쳉훙 왕국에서 시암으로 도망쳐 온 따이 족의 일파 르 족(Lue)은 다시 쳉훙 왕국으로 돌려보내졌다. 그 무렵 쳉훙은 중국, 버마, 치앙마이, 시암에 대해 상황에 맞춰 조공하는 자세를 취했다.
20세기 초까지 쳉훙의 왕은 청이나 중화민국에 의해 토사(土司)의 칭호를 받아 이들의 명목상 속국 입장이었기 때문에 서구의 동남아시아 세력권 확장 과정에서 식민지화를 면하였다. 그러나 이는 대외적인 문제에서나 적용되는 사항일 뿐 내정은 독립성을 유지하였다. 이 상태가 20세기 중엽까지 지속되다 결국 1953년 인민해방군이 쳉훙을 점령하여 구 쳉훙령이 중화인민공화국의 영토로 편입되었다. 일부 왕족들은 태국 북부로 도망쳤다.

## 같이 보기
- 타이계 제족

## 참고 문헌
- 大野徹, 『수수께끼의 불교왕국 버간(謎の仏教王国パガン)』, 일본방송출판협회(日本放送出版協会) NHK북스, 2002, ISBN 978-4-14-001953-5
- Ongsakul, Sarassawadee. History of Lan Na, trans. Chitraporn Tanratanakul, Chiang Mai: Silkworm Books, Thai text 2001, English text 2005, ISBN 978-974-9575-84-0
- Penth, Hans. A Brief History of Lan Na - Civilizations of Nothern Thailand, Chiang Mai: Silkworm Books, 2002, ISBN 978-974-7551-32-7
- ตำนานพื้นเมืองเชืยงใหม่ ฉบับปรับปรุงใหม่, อรุณรัตน์ วิเชียรเขียว และ เดวิด เค. วัยอาจ, เชืยงใหม่: ซิลค์เวอร์มบุคส์ 2543 ISBN 978-974-9575-51-2